# Rajanato di Cebu
Il Rajanato di Cebu fu uno Stato che comprendeva l'isola di Sugbu (oggi Cebu), nelle attuali Filippine, costituito prima dell'arrivo degli spagnoli e attivo fra il 1450 e il 1565. Fu fondato da Sri Lumay, o Rajamuda Lumaya, un Principe minore della dinastia Chola che occupò Sumatra e l'isola di Cebu e venne successivamente incorporato nel 1565 nella Capitaneria Generale delle Filippine a seguito della battaglia di Cebu vinta da Miguel Lopez de Legaspi contro Raja Tupas e del conseguente trattato di quello stesso anno.